# Zwlecza
Zwlecza – wieś w Polsce położona w województwie świętokrzyskim, w powiecie włoszczowskim, w gminie Secemin.
W latach 1975–1998 miejscowość administracyjnie należała do województwa częstochowskiego.
W okolicach tej miejscowości bierze swój początek Zwlecza, niewielka rzeka dorzecza Pilicy, której nazwa pochodzi właśnie od tej miejscowości.